# Miroslav Ponc
Miroslav Ponc (2. prosince 1902, Vysoké Mýto – 1. dubna 1976, Praha) byl český hudební skladatel a dirigent.

## Život
Vystudoval reálné gymnázium, dvouletou obchodní a hudební školu v Pardubicích a v letech 1920 až 1922 studoval na varhanickém oddělení Konzervatoře Praha. Od roku 1922 pokračoval ve studie v Berlíně na Sternově konzervatoři – obor varhany a klavír a v roce 1923 pokračoval na Vysoké hudební škole a univerzitě v Berlíně. Kompozici studoval u Aloise Háby v Berlíně 1923/1924 a v Praze 1925 až 1927. Klavír studoval u E. Schulhoffa (1926 až 1929) a v roce 1930 absolvoval kompoziční oddělení Mistrovské školy u Josefa Suka. Dirigování studoval v Benátkách a Terstu u H. Scherchena.
Byl členem brněnského Devětsilu a zapojil se do hnutí české levicové avantgardy. Na výstavě Devětsilu v Praze 1926 a na divadelní výstavě v Magdeburgu v roce 1927 vystavoval model „barevné hudby“, umožňující mechanické spojení hudby, slova, světel a barev.
Od roku 1926 spolupracoval s Osvobozeným divadlem, v roce 1929 se stal po E. F. Burianovi hudebním dramaturgem Moderního studia. V období září 1931 až září 1934 byl angažován v Národním divadle v Praze pro obor scénické hudby a zvukové spolupráce v činohře. Mezi lety 1934 až 1942 spolupracoval s činohrou ND externě a působil zde jako hostující dirigent. Od října 1942 až do konce roku 1970 byl v Národním divadle znovu v angažmá jako skladatel a dirigent a v letech 1951 až 1970 byl současně i šéfem činoherního orchestru ND.
Scénické hudbě se začal věnovat od roku 1929 a za svůj život vytvořil více než 250 partitur pro různá divadla. Skládal hudbu rovněž pro rozhlas a film. Během svého působení v Národním divadle ustanovil v roce 1945 poprvé samostatný a stálý orchestr činohry.
Jeho manželkou byla herečka Ludmila Skleničková.

## Citát
| „              | Ponc, který v průběhu okupace vystřídal A. Podaševského jak v úloze hlavního tvůrce hudeb pro činoherní inscenace Národního divadla, tak za dirigentským pultem činoherního orchestru tohoto divadla byl ze všech tehdejších skladatelů zabývajících se komponováním scénických hudeb skladatelem nejplodnějším. V letech 1939–1944 vytvořil 35 scénických hudeb pro Národní divadlo a 12 pro Městská divadla pražská. | “ |
| — Bořivoj Srba | |   |

## Ocenění
- 1966 titul zasloužilý umělec

## Výběr z díla

### Scénická hudba
- 1929 Arnošt Dvořák: Nová Oresteia, Divadlo na Vinohradech, režie Bohuš Stejskal
- 1930 Lev Blatný: Černá noc, Stavovské divadlo, režie Jiří Frejka
- 1935 J. K. Tyl: Jiříkovo vidění, Divadlo na Vinohradech, režie František Salzer
- 1937 Pierre Corneille: Cid, Divadlo na Vinohradech, režie Bohuš Stejskal
- 1939 William Shakespeare: Macbeth, Národní divadlo, režie Jan Bor
- 1940 František Kožík: Shakespeare, Divadlo na Vinohradech, režie Bohuš Stejskal
- 1941 William Shakespeare: Jak se vám líbí, Divadlo na Vinohradech, režie František Salzer
- 1945 Molière: Misantrop, Stavovské divadlo, režie Karel Dostal
- 1950 J.K.Tyl: Jiříkovo vidění, Divadlo československé armády, režie Aleš Podhorský
- 1953 Jan Drda: Hrátky s čertem, Národní divadlo, režie František Salzer
- 1961 William Shakespeare: Král Lear, Smetanovo divadlo, režie František Salzer
- 1974 Edmond Rostand: Cyrano z Bergeracu, Tylovo divadlo, režie Miroslav Macháček

### Filmová hudba
- 1937 Kříž u potoka, režie Miroslav Jareš

### Dirigent
- 1932 Josef Čapek: Tlustý pradědeček, lupiči a detektivové, Národní divadlo, režie Jiří Frejka
- 1945 J. K. Tyl: Jan Hus, Národní divadlo, režie Jindřich Honzl
- 1950 J. K. Tyl: Strakonický dudák, Tylovo divadlo, režie František Salzer
- 1958 Jarmil Burghauser: Sluha dvou pánů (balet), Tylovo divadlo, režie Jiří Němeček
- 1964 Alois Jirásek: Lucerna, Tylovo divadlo, režie Zdeněk Štěpánek
- 1968 Jerry Bock: Šumař na střeše, Tylovo divadlo, režie Václav Špidla
- 1969 Karel Čapek: Loupežník, Národní divadlo, režie Rudolf Hrušínský

### Ostatní tvorba
- 1935 balet Osudy (uvedeno v Národním divadle v roce 1935)